# Vindelnålskinn
Vindelnålskinn (Tubulicrinis confusus) är en svampart som beskrevs av K.H. Larss. & Hjortstam 1986. Vindelnålskinn ingår i släktet Tubulicrinis (stiftskinn) och familjen Tubulicrinaceae.  Arten är reproducerande i Sverige. Inga underarter finns listade i Catalogue of Life.